# 日暮里-舍人線
日暮里-舍人線（日语：／ Nippori-toneri rainā */?）是連接日本東京都荒川區日暮里站和足立區見沼代親水公園站，由東京都交通局營運的導引軌條式鐵道（AGT）路線。
此外，作為都市計劃事業的名稱為「東京都市計劃道路特殊街路新交通專用道第2號日暮里-舍人線」與「東京都市計劃都市高速鐵道日暮里-舍人線」。2008年（平成20年）3月30日開業。車站編號使用的路線記號是NT。

## 概要
除日暮里站附近的路段外，該綫的路軌高架於為都市計劃道路放射11號尾久橋通（東京都道58號台東川口線）上。
部分支柱的建設由東京都建設局負責（都市計劃道路事業），而軌道和站舍設施之建設由東京都地下鐵建設（都營地下鐵大江戶線的環狀部分建設者）負責。
現在與本路線同區間運行的都營巴士里48綫（日暮里站－足立流通中心、舍人二橋）的成人車費為200日元，當路線開業之時，巴士車費比日暮里-舍人綫的車費還要貴。
於本綫行走的300形列車與東京臨海新交通7000系電車的6次車相似。
2007年6月7日該綫進入試車程序，並於2008年（平成20年）3月30日正式開業。

## 路線資料
- 路段：日暮里－見沼代親水公園 9.7公里（建設距離9.8公里）
- 導引軌條（日语：案内軌条式鉄道）：側邊導軌式
- 站數：13個（包括起終點站）
- 複線路段：全線
- 電氣化方式：三相600V、50Hz
- 車輛基地所在站：舍人公園站
- 最高速度：60公里/小時
- 所需時間：20分鐘
- 表定速度：28公里/小時
- 最急坡度：50‰（扇大橋－足立小台）※然而出入庫線上的路段可達65‰[1]

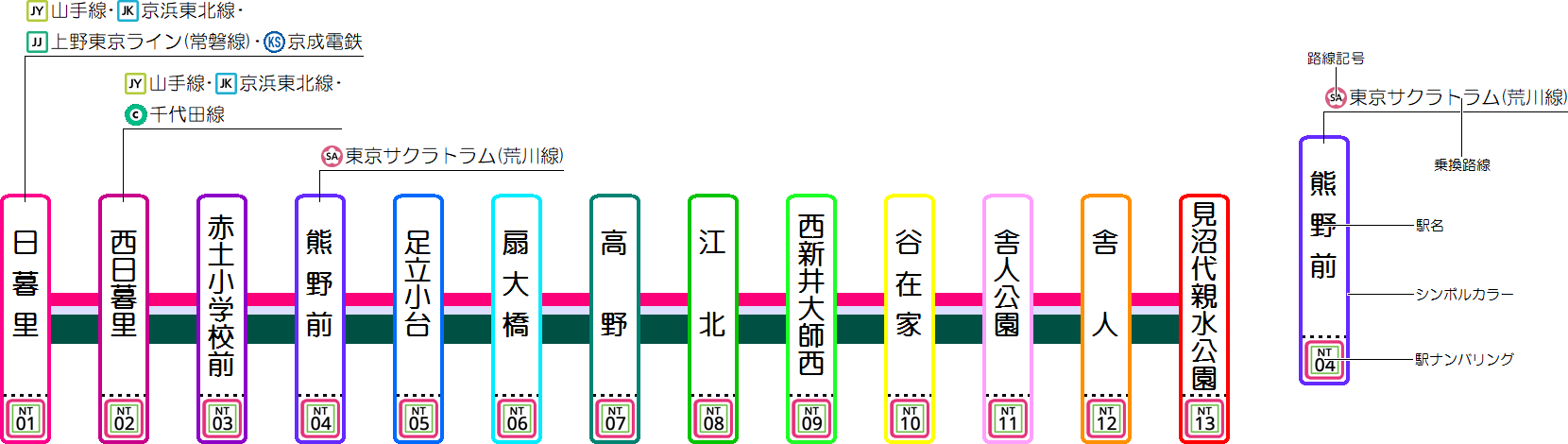
日暮里-舍人線路線圖

- 最小曲線半徑：30米（日暮里附近）[1]

## 運行形態

### 開業時刻表
2008年2月14日東京都交通局官方公佈開業時的運行時刻表如下。
- 平日
  - 早上：每7－15分鐘1班
  - 早上繁忙時段：每5分鐘1班
  - 日間：每7分30秒1班
  - 黃昏繁忙時段：每6分鐘1班
  - 夜間：每7－20分鐘1班
- 週末假日
  - 早上：每11－15分鐘1班
  - 早上繁忙時段：每7分30秒1班
  - 日間、黃昏繁忙時段：每10分鐘1班
  - 夜間：每11－20分鐘1班

### 改正時刻表
開業以後由於作為新交通系統，在旺盛的需求下進行頻繁的時刻表改正。
2008年7月12日改正
上下行加開2班，首班車最多提前25分鐘。平日早上繁忙時段加開上下行2班，黃昏繁忙時段加開上下行1班，夜間至末班車加開上下行5班。週末假日也在尾班車加開上下行1班。此改正為了防止在日暮里站附近通過急彎時發生事故，還對彎道通過速度進行檢視。
2009年8月29日改正
平日早上起至早上繁忙時段（6－9時台）加開上下行各5班，夜間23時以後加開上下行各2班。下行班次由每15分鐘1班縮短至每11分鐘1班。週末假日由開業時的每10分鐘1班縮短至與平日相同的每7分30秒1班，上下行各加開19班。
2010年4月10日改正
首班車時間提早（見沼代親水公園站開往日暮里站：5時13分，日暮里站開往見沼代親水公園站：5時41分）。週末假日日間開車時刻改為與平日相同，但班次仍與平日平同，18時以後上行5班、下行6班，深夜時段運行班次由最多每15分鐘1班縮短至最多每11分30秒1班。
伴隨東日本大震災的特別時刻表（節電時刻表）
2011年3月11日震災以後全線暫停運行，進行設備檢查的結果2日後的13日14時起恢復運行。由於實施計劃停電，計劃停電期間平日大幅停運，包括16日的全日停運。電力供給跨過多個計劃停電群組，結果因應長時段停運的對策檢討的結果，23日以後電力供求調整至不至於停運後，以全日7成程度運行的特別時刻表運行。計劃停電解決的4月4日以後，伴隨滿足節電要求在平日、週末假日都實施節電時刻表（日間每10分鐘1班。除早晚繁忙時段外全日8成程度運行）。發出電力使用限制令的7月1日以後平日時刻表只作節電時刻表（日間每10分1班。除早晚繁忙時段外全日8成程度運行）。此節電時刻表在電力使用限制令解除的9月9日結束，以後恢復平日、週末假日的通常時刻表。
2011年12月3日改正
新造車輛增備與一部分長座椅改造工程完工，平日見沼代親水公園站開列車在6－9時台每1小時加開2－3班，最小班次縮短至每3分30秒1班。日暮里站開夜間（平日18時台以後，假日19時台以後）也加開班次，週末假日的日暮里站開21時以後改為易看的發車時刻（00、10、20、30、40、50分）。
2013年12月14日改正
平日繁忙時段前後時段檢視運行分配並在早上時段加開班次。平日日間、夜間及假日運行班次由每7分30秒1班縮短至每6分鐘1班。平日由348班加至414班，假日由276班加至351班。
2014年9月1日改正
平日早上6－8時台加開5班見沼代親水公園站開出列車，黃昏16時以後加開8班日暮里站開出列車。週末假日提早首班車，早上5－6時台加開5班見沼代親水公園站開出列車，晚上23時台加開1班日暮里站開出列車。
2015年10月31日改正
平日早上6－8時台加開4班見沼代親水公園站開出列車，黃昏16時以後加開6班日暮里站開出列車。週末假日早上6－9時台加開7班見沼代親水公園站開出列車。
2017年5月29日改正
只改正平日時刻表。早上6時台、7時台各加開1班見沼代親水公園站開出列車，6時台、7時台往日暮里站1小時有18班列車運行。
2020年3月28日改正
平日早上8時台、9時台各加開2班見沼代親水公園站開出列車，黃昏17時以後合計加開8班日暮里站開出列車。
多數列車在日暮里站－見沼代親水公園站間運行，但舍人公園地下設有車輛基地，早上與夜間都設有入庫兼見沼代親水公園站開往舍人公園站的區間列車。曾經有日暮里站開往舍人公園站的區間列車，現已不設定。舍人公園站開始營業運行列車只限首班車下行1班，多數列車設定為舍人公園站起至見沼代親水公園站作為回送列車運行後，該站起折返往日暮里站營業運行。

## 使用車輛
日暮里・舍人線目前共使用以下車輛，皆為5節編組。自2020年起，列車總數維持在20列。開業初期所使用的300型（12列）已預定自2022年度起，由採用全長座椅的新型330型逐步汰換，預計於2024年度完成替換。
- 300型（新潟運輸系統製，2008年投入營運）
- 330型（三菱重工業／三菱重工工程製，2015年投入營運）
- 320型（新潟運輸系統製，2017年投入營運）

三菱重工業於2020年6月公佈新60節（12編組）訂單將採用次世代型長座位新車輛。

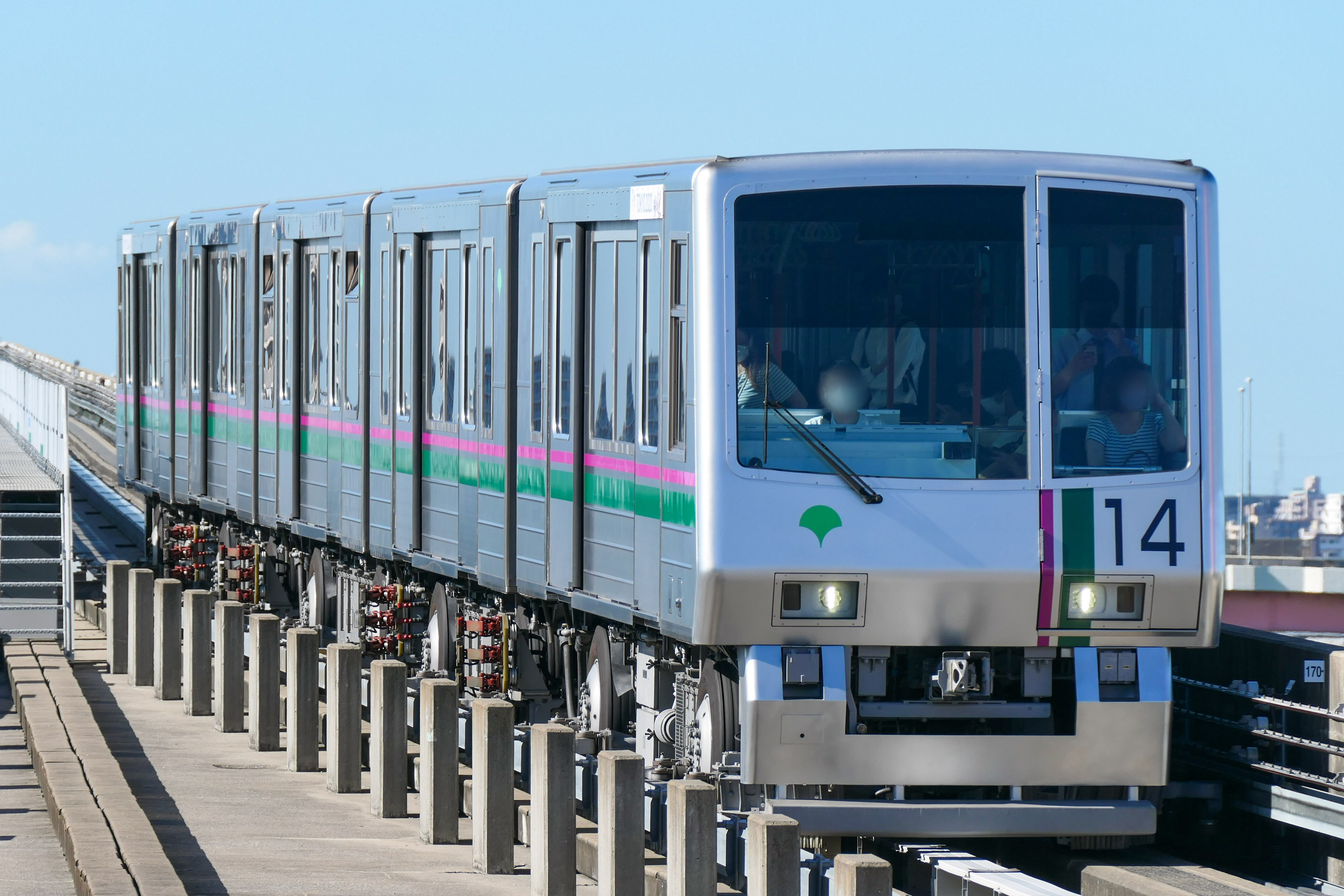
300型電力動車組（2021年7月18日扇大橋站－足立小台站間）
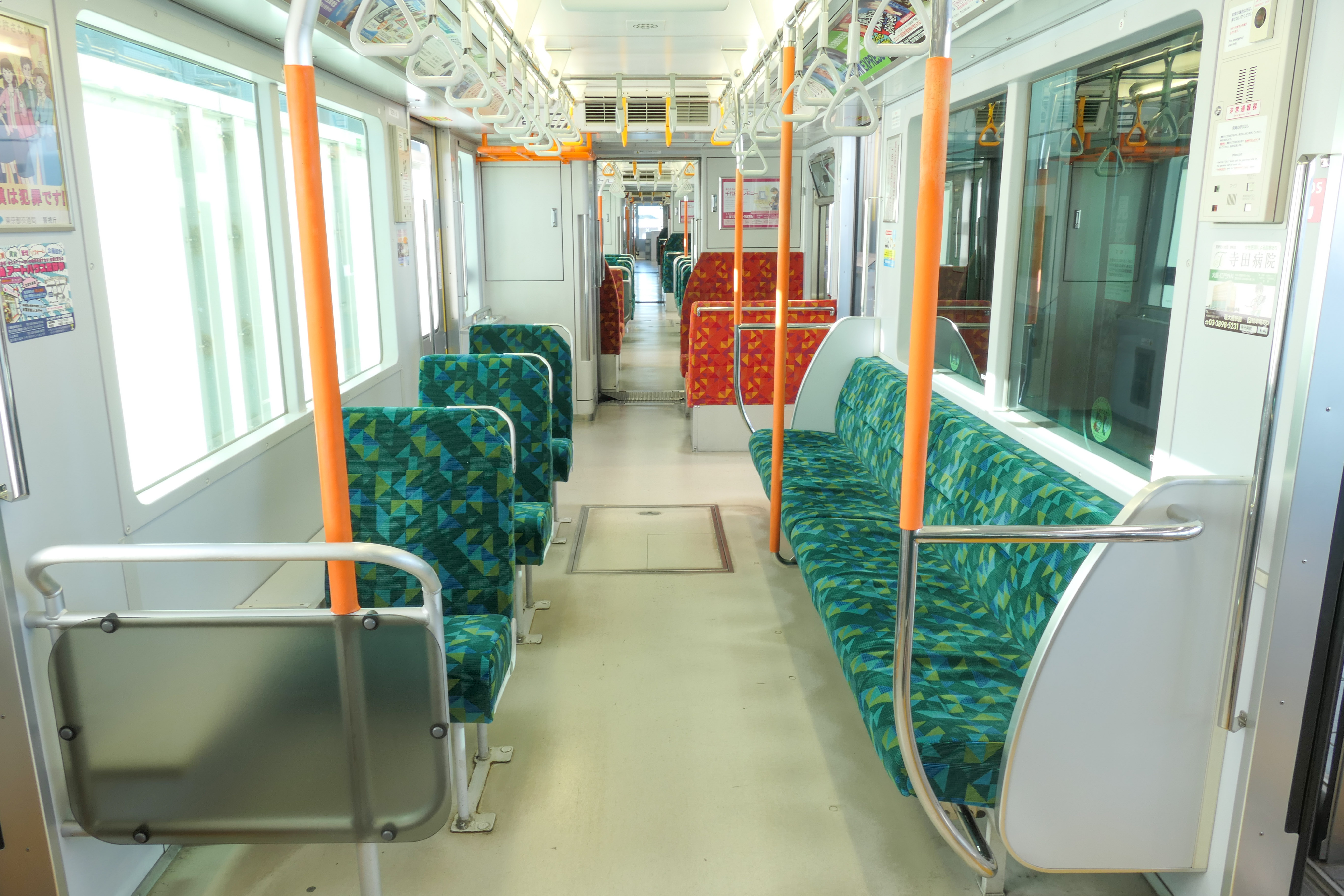
300型電力動車組（橫排座位）車內（2021年7月18日）
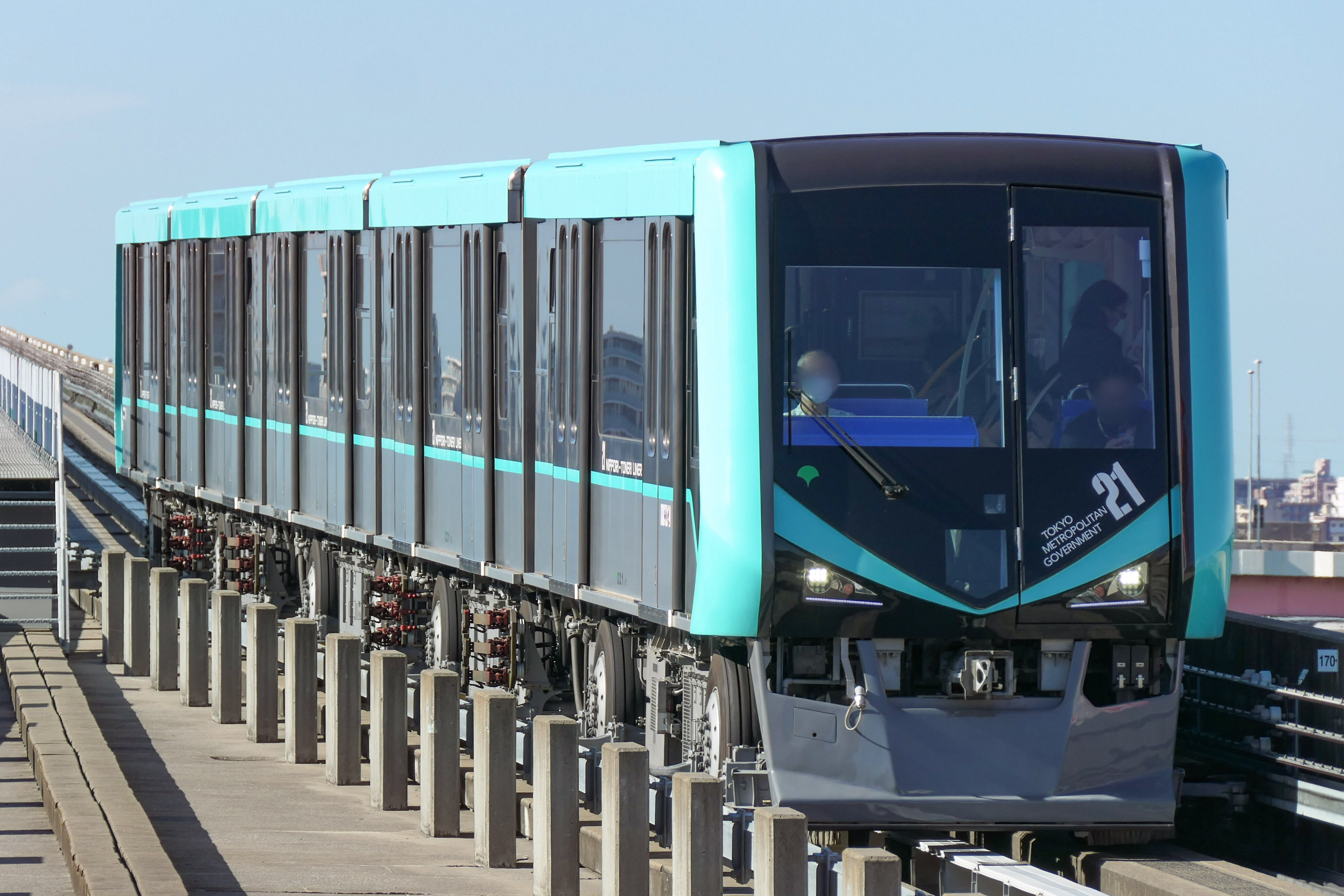
2017年5月開始營業運行的320型電力動車組（2021年7月18日扇大橋站－足立小台站間）
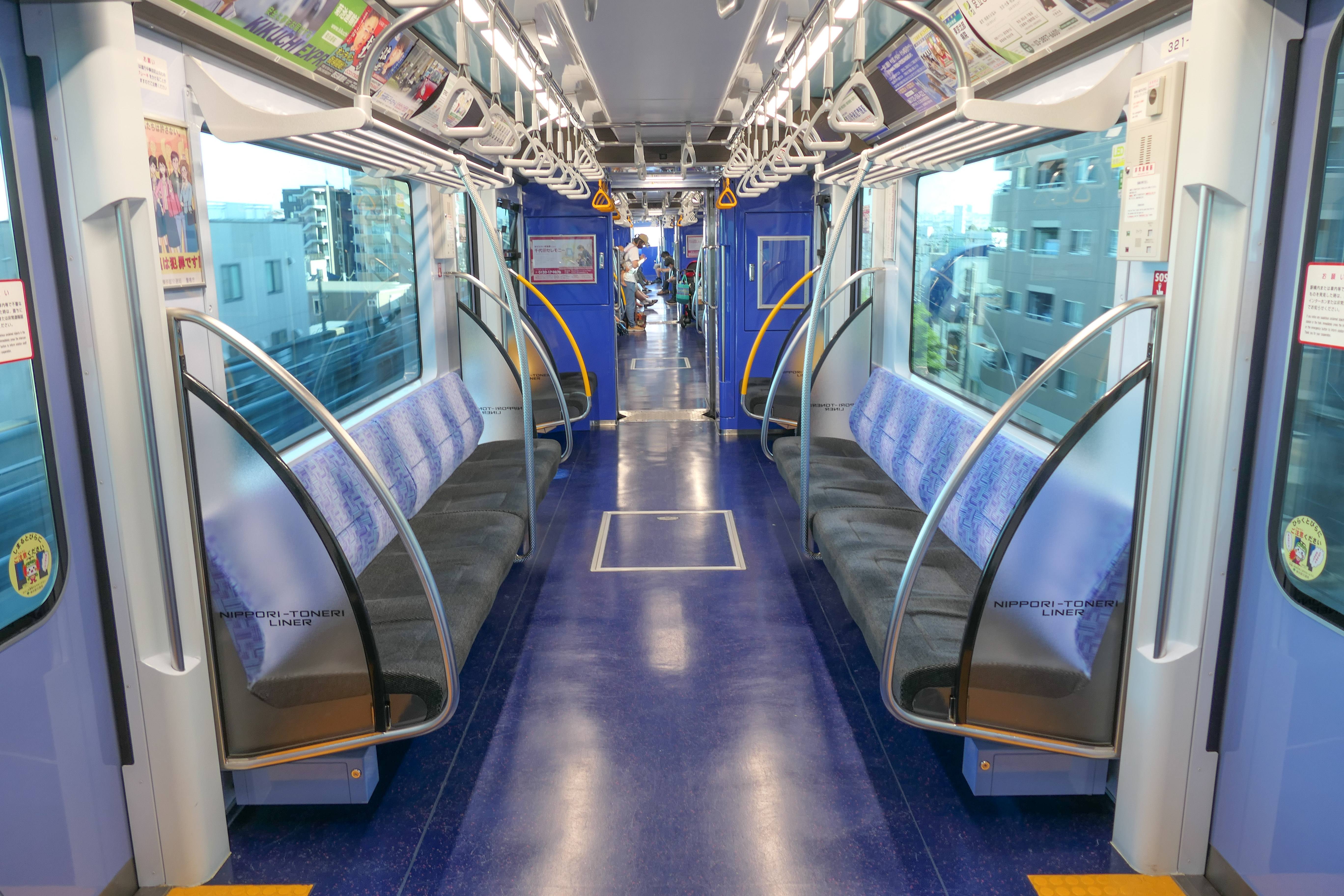
320型電力動車組車內（2021年7月18日）
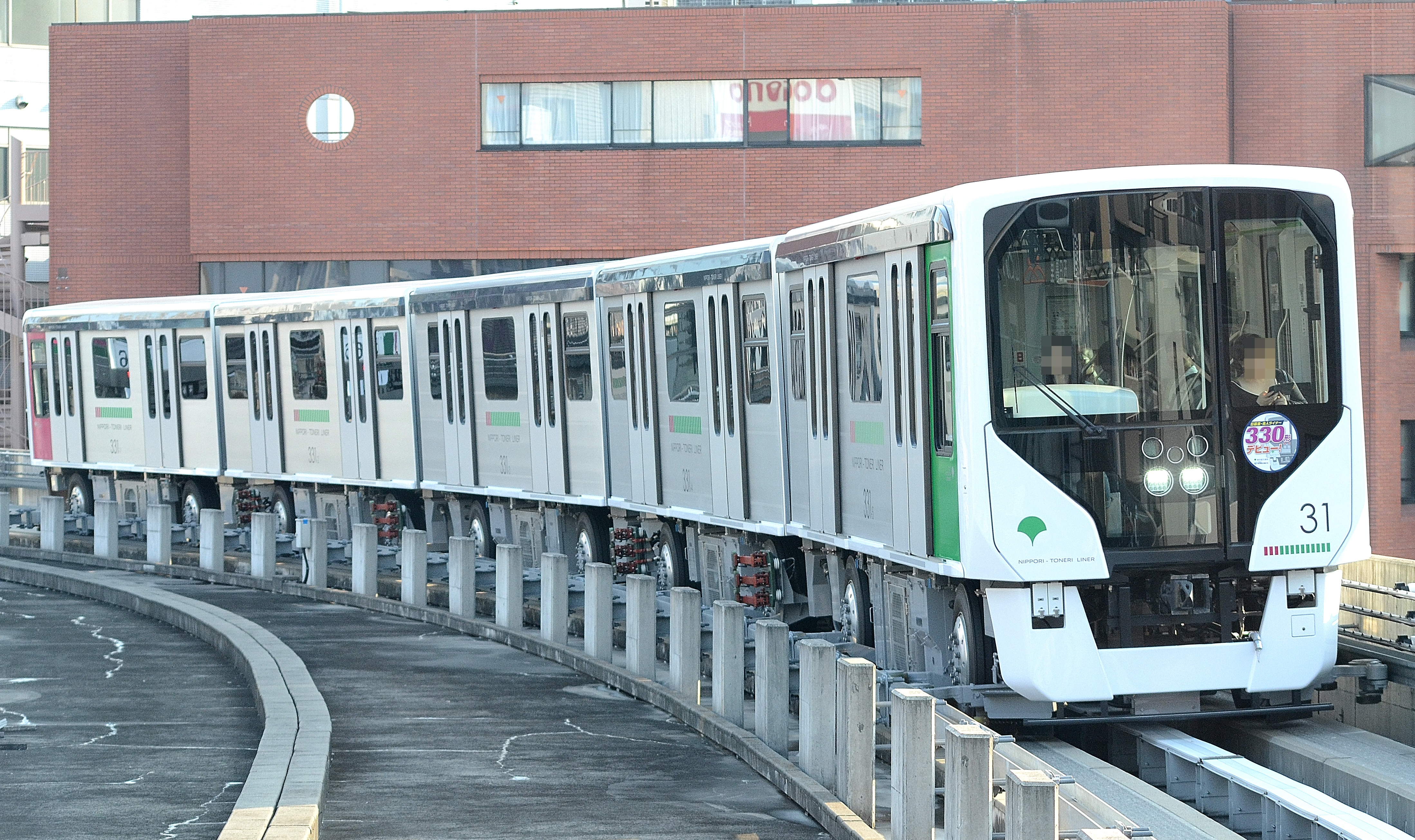
2015年開始營業運行的330型電力動車組（2015年10月12日西日暮里站）
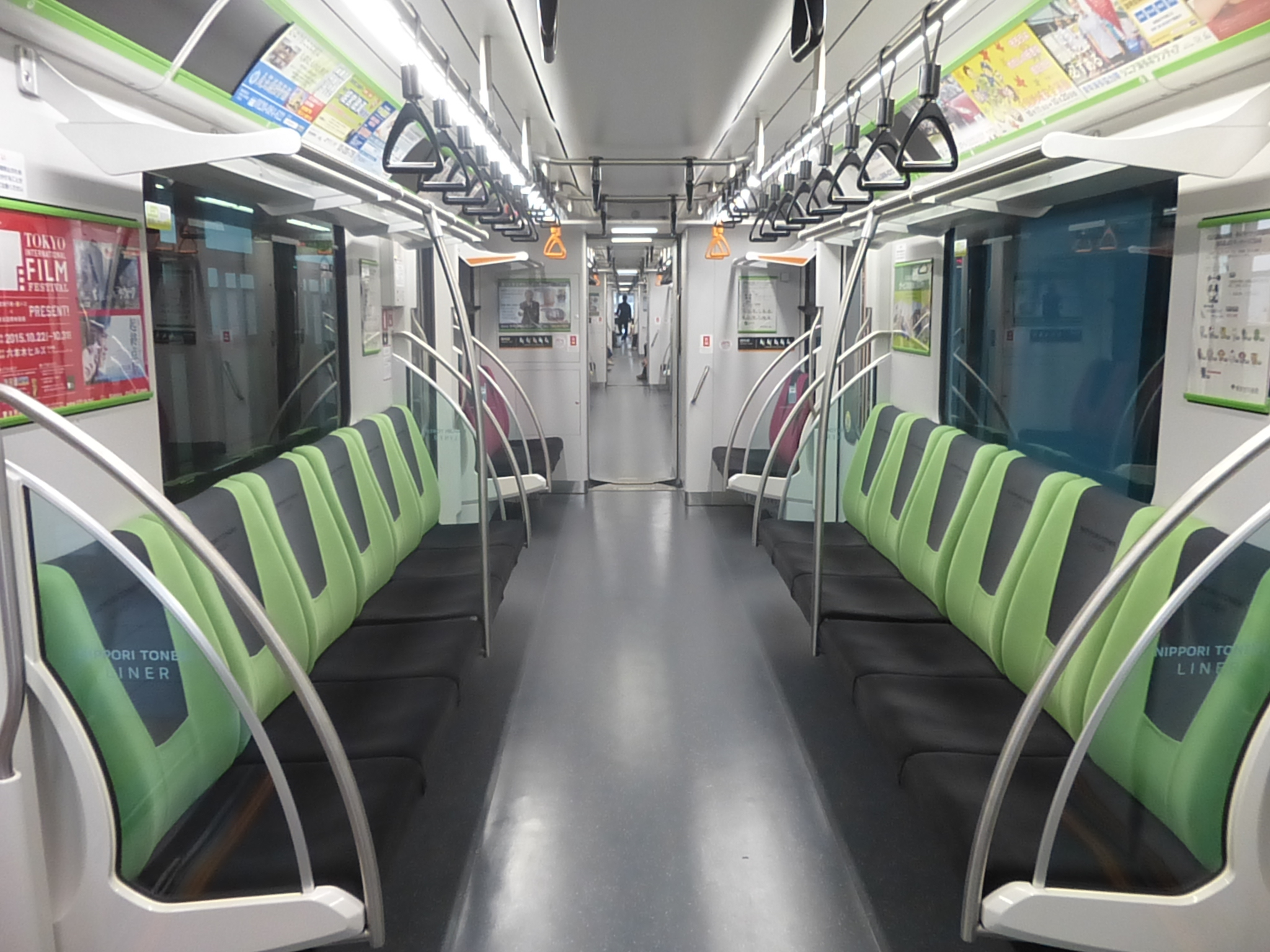
330型電力動車組車內（2015年10月10日）

## 使用情況
開業以後的輸送實績如下表。
| 年度               | 輸送人次   | 輸送人次 | 最擁擠路段（赤土小學校前站 → 西日暮里站間）輸送實績 | 最擁擠路段（赤土小學校前站 → 西日暮里站間）輸送實績 | 最擁擠路段（赤土小學校前站 → 西日暮里站間）輸送實績 | 最擁擠路段（赤土小學校前站 → 西日暮里站間）輸送實績 | 特記事項                                      |
| 年度               | 年間       | 一日平均 | 運行班次：班                                        | 輸送力：人                                          | 輸送量：人                                          | 擁擠率：%                                           | 特記事項                                      |
| ------------------ | ---------- | -------- | --------------------------------------------------- | --------------------------------------------------- | --------------------------------------------------- | --------------------------------------------------- | --------------------------------------------- |
| 2007年（平成19年） |            |          |                                                     |                                                     |                                                     |                                                     | 2008年3月30日日暮里站－見沼代親水公園站間開業 |
| 2008年（平成20年） | 17,864,000 | 48,943   |                                                     |                                                     |                                                     |                                                     |                                               |
| 2009年（平成21年） | 19,975,000 | 54,725   |                                                     |                                                     |                                                     |                                                     |                                               |
| 2010年（平成22年） | 21,488,000 | 59,034   | 13                                                  | 3,341                                               | 5,408                                               | 162                                                 |                                               |
| 2011年（平成23年） | 22,269,000 | 60,844   | 15                                                  | 3,855                                               | 5,510                                               | 143                                                 |                                               |
| 2012年（平成24年） | 22,850,000 | 62,602   | 15                                                  | 3,675                                               | 5,965                                               | 162                                                 |                                               |
| 2013年（平成25年） | 24,368,000 | 66,761   | 15                                                  | 3,660                                               | 6,345                                               | 173                                                 |                                               |
| 2014年（平成26年） | 25,778,000 | 70,624   | 16                                                  | 3,904                                               | 7,281                                               | 187                                                 |                                               |
| 2015年（平成27年） | 27,731,000 | 75,768   | 17                                                  | 4,165                                               | 7,640                                               | 183                                                 |                                               |
| 2016年（平成28年） | 29,207,000 | 80,020   | 18                                                  | 4,410                                               | 8,304                                               | 188                                                 |                                               |
| 2017年（平成29年） | 31,392,000 | 86,006   | 18                                                  | 4,410                                               | 8,249                                               | 187                                                 |                                               |
| 2018年（平成30年） |            | 88,854   | 18                                                  | 4,410                                               | 8,322                                               | 189                                                 |                                               |
| 2019年（令和元年） |            |          | 18                                                  | 4,441                                               | 8,407                                               | 189                                                 |                                               |

## 車站列表
所有車站均位於東京都。
| 車站編號 | 車站顏色 | 中文站名       | 日文站名 | 英文站名 | 站間距離 | 累計距離 | 接續路線                                                                                      | 所在地 |
| -------- | -------- | -------------- | -------- | -------- | -------- | -------- | --------------------------------------------------------------------------------------------- | ------ |
| NT 01    |          | 日暮里         |          |          | -        | 0.0      | 東日本旅客鐵道： 山手線（JY07）、 京濱東北線（JK32）、 常磐線（JJ02） 京成電鐵： 本線（KS02） | 荒川區 |
| NT 02    |          | 西日暮里       |          |          | 0.7      | 0.7      | 東日本旅客鐵道： 山手線（JY08）、 京濱東北線（JK33） 東京地下鐵： 千代田線（C-16）            | 荒川區 |
| NT 03    |          | 赤土小學校前   |          |          | 1.0      | 1.7      |                                                                                               | 荒川區 |
| NT 04    |          | 熊野前         |          |          | 0.7      | 2.4      | 東京都電車： 荒川線（SA 09）                                                                  | 荒川區 |
| NT 05    |          | 足立小台       |          |          | 0.6      | 3.0      |                                                                                               | 足立區 |
| NT 06    |          | 扇大橋         |          |          | 1.1      | 4.1      |                                                                                               | 足立區 |
| NT 07    |          | 高野           |          |          | 0.5      | 4.6      |                                                                                               | 足立區 |
| NT 08    |          | 江北           |          |          | 0.6      | 5.2      |                                                                                               | 足立區 |
| NT 09    |          | 西新井大師西   |          |          | 0.8      | 6.0      |                                                                                               | 足立區 |
| NT 10    |          | 谷在家         |          |          | 0.8      | 6.8      |                                                                                               | 足立區 |
| NT 11    |          | 舍人公園       |          |          | 0.9      | 7.7      |                                                                                               | 足立區 |
| NT 12    |          | 舍人           |          |          | 1.0      | 8.7      |                                                                                               | 足立區 |
| NT 13    |          | 見沼代親水公園 |          |          | 1.0      | 9.7      |                                                                                               | 足立區 |

## 其他
- 在部分時刻表網站上，本路線有時被標示為「都營日暮里・舍人線」。[25]
- 關於延伸至埼玉縣的構想，雖有相關呼聲，但目前尚無具體計畫。[26]
- 為宣傳本路線，開業初期的廣告海報起用了出身自荒川區、足立區的名人（片岡鶴太郎、栃東大裕、谷川真理、雛形あきこ）作為「地元出身應援團」形象人物。[27] 此廣告亦刊登於千代田線與常磐緩行線車廂內。
- 2008年初至開業期間，部分都營巴士與都電荒川線車輛設有日暮里・舍人線開業告知的彩繪；2009年3月亦有開業一周年版本。
- 本線部分路段為越過鐵道與高速道路設有急勾配，因應降雪時可能滑動，30‰以上登坡與40‰以上下坡區間設有路面加熱與融雪管裝置。[1]
- 自動廣播於開業數月後進行修正，如「足立小台」的腔調由「あだちおだい」改為重音分明的「あだち・おだい」，「舎人」則由「とねり」改為「とねり」的高起式。另導入到站前廣告播放。
- 足立之花火等特殊活動期間，曾開行臨時列車或包車列車。
- 2021年千葉縣北西部地震當晚，發生2265A列車（302編組）於舎人公園－舎人間脫軌事故。當時列車於地震發生後緊急停止，造成中間3節車輛脫輪，且誤判為正常而恢復送電，導致產生火花與車內煙霧，3名乘客受傷。事故調查指出，為地震放大作用使橋樑局部搖晃加劇所致。[28][29][30]

## 外部連結
- 日暮里-舍人線 （页面存档备份，存于）
- 東京都地下鐵建設株式會社